# Boštjan Burger
Boštjan Burger je slovenski informatik in geograf, ter vidni ustvarjalec pokrajinskih, arhitekturnih in ambientalnih fotografskih zapisov. S svojim dokumentiranjem omogoča raziskovalno, šolsko in poljudno rabo fotografij.
1. ↑  Photographers’ Identities Catalog